# Frederick de Houtman

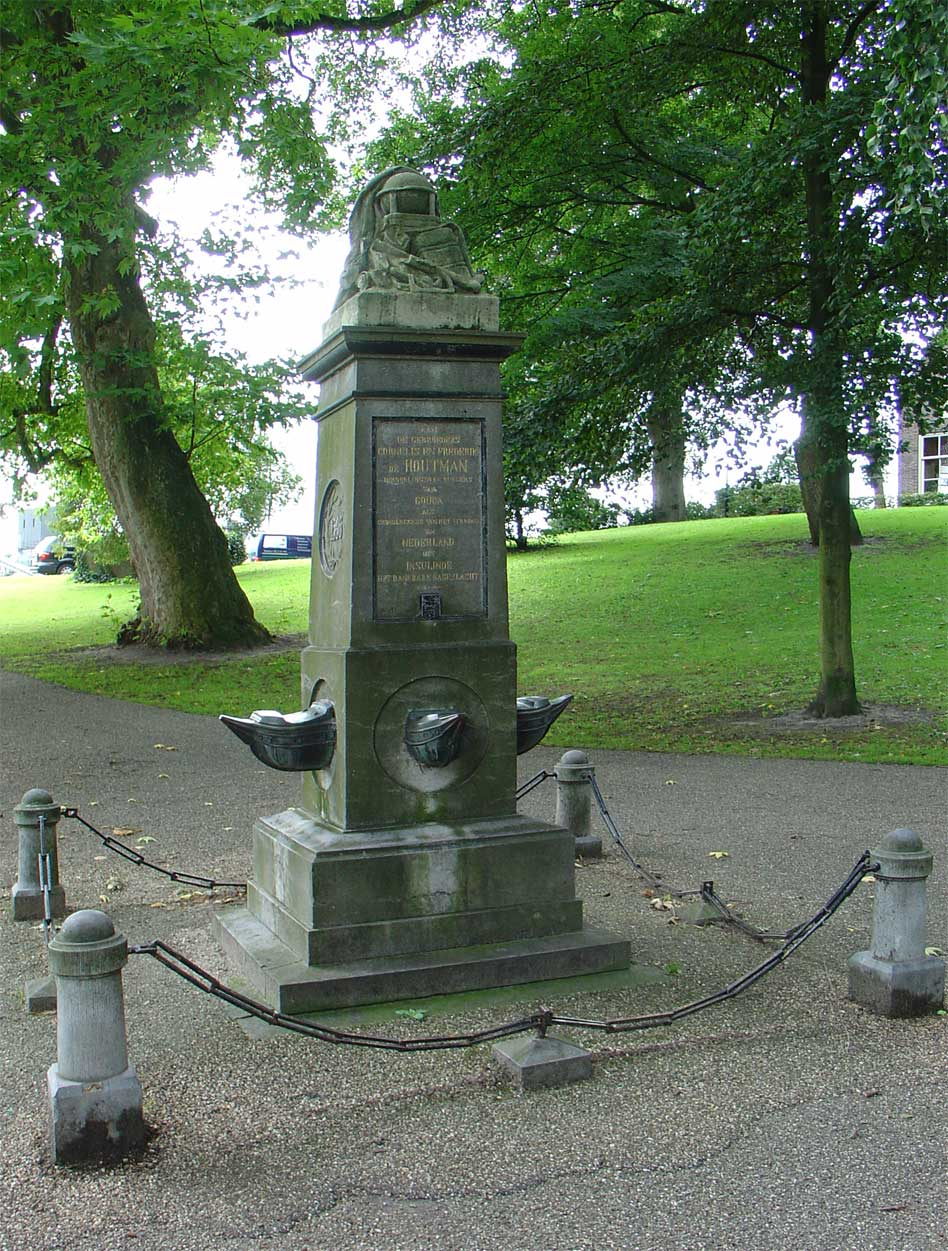
Monumento en honor de los hermanos Houtman (Cornelis y Frederik) en Gouda, Países Bajos.

Frederick de Houtman (o Frederik) (Gouda, 1571 – Alkmaar, 21 de octubre de 1627), fue un marino y explorador neerlandés que navegó a lo largo de la costa occidental de Australia en 1619 en ruta hacia Batavia (la actual Yakarta). 

## Biografía
Frederick de Houtman nació en 1571 en Gouda, Holanda, en las Diecisiete Provincias.

### Primera expedición neerlandesa a las Indias orientales
Participó en  la primera travesía neerlandesa a las Indias Orientales (las Eerste Schipvaart), que partió de Texel, con cuatro barcos el 2 de abril de 1595. y acompañó a Pieter Dirkszoon Keyser, primer piloto y navegante jefe. Cuando el 13 de septiembre la flota finalmente fue capaz de obtener nuevos suministros en Madagascar, 71 de los 248 marineros habían muerto, la mayoría de escorbuto. La tripulación superviviente permaneció durante varios meses en la isla, para recuperarse y hacer las reparaciones necesarias en los barcos, momento en el que Keyser probablemente hizo la mayoría de sus observaciones astronómicas, ayudado en esto por Frederick de Houtman y Vechter Willemsz. Después de salir de Madagascar, a la flota le llevó cuatro meses (febrero-junio de 1596) llegar a Sumatra y, por último, a la ciudad de Bantam en la isla de Java. Las negociaciones comerciales se echaron a perder, tal vez por instigación de los portugueses, tal vez por inexperiencia. La tripulación se vio obligada a encontrar agua potable y otros suministros en Sumatra a través del estrecho de Sonda, en cuyo cruce al parecer murió Keyser. El 14 de agosto de 1597, solamente 81 sobrevivientes lograron regresar a Texel, incluyendo a Houtman, que probablemente entregó las observaciones de Keyser al cartógrafo Petrus Plancius.
Durante expediciones posteriores, Houtman añadió más estrellas a la lista de las observadas por Keyser (que fueron acreditadas conjuntamente a Pieter Dirkszoon Keyser y Frederick de Houtman en la obra Uranometria, el atlas estelar producido por el abogado y astrónomo alemán Johann Bayer a comienzos del siglo XVII. Pueden verse en el artículo de Pieter Dirkszoon Keyser).
Frederick era el hermano mayor de Cornelis Houtman, que en una segunda expedición en 1598-99 fue asesinado. Frederick fue encarcelado por el sultán de Aceh, en Sumatra del Norte, pero hizo buen uso de sus dos años de prisión para estudiar la lengua malaya local y hacer observaciones astronómicas. 
En 1603, después de su regreso a Holanda, Frederick publicó sus observaciones estelares en un apéndice de su diccionario y gramática de las lenguas malaya y malgache (Spraeck ende woordboeck inde Maleysche ende Madagaskarsche talen).

### En las costas australianas
En 1619 al mando de un barco de la VOC, el Dordrecht —y acompañado por Jacob d'Edel, en otro barco de la COV, el Amsterdam— avistó tierra en la costa occidental de Australia, cerca de la actual Perth, a la que llamaron «Tierra de d'Edel» (d'Edelsland). Después de navegar hacia el norte siguiendo la costa encontró y, evitó, un grupo de islotes y bancos, llamados por ello islas (o islotes o escollos) Houtman o Houtman Abrolhos. Houtman desembarcó luego en la región conocida como Eendrachtsland, que otro explorador neerlandés anterior, Dirk Hartog (1580-1621), ya había encontrado tres años antes, en 1616. 
De Houtman murió el 21 de octubre de 1627 en Alkmaar, Holanda.